# Малая Святица
Малая Святица — деревня в Чухломском муниципальном районе Костромской области России. Входит в состав Повалихинского сельского поселения

## География
Находится в северной части Костромской области на расстоянии приблизительно 5 км на север по прямой от города Чухлома, административного центра района у речки Святица.

## История
В 1872 году здесь было учтено 3 двора, в 1907 году — 6.

## Население
Постоянное население составляло 12 человек (1872 год), 40 (1897), 34 (1907), 7 в 2002 году, 10 в 2022.